# آلان جود
آلان جود (بالإنجليزية: Alan Judd)‏‏ (1946 - ) روائي، وكاتب سير من المملكة المتحدة.

## الجوائز
- زميل في الجمعية الملكية للأدب

## روابط خارجية
- آلان جود على موقع IMDb (الإنجليزية)